# Сергиевский, Иван Васильевич
Иван Васильевич Сергиевский (6(19) сентября 1905, с. Пустоши Судогодского уезда (ныне — с. Пустоша Шатурского района Московской области) — 20 ноября 1954, Москва) — советский литературовед, критик, кандидат филологических наук (1949).

## Биография
Родился в семье учителя. Окончил школу в Загорске. Учился в Литературно-художественном институте им. В. Я. Брюсова (1923—1925). Окончил факультет языка и материальной культуры Ленинградского университета (1926). Работал в редакции «Литературного наследства»; активно участвовал в создании тематических томов, посвящённых Гёте (т. 4—6), русской литературе XVIII века (т. 9—10), Пушкину (т. 16—18), русскому символизму (т. 27—28) и Лермонтову (т. 43—44 и 45—46).
Участник войны в 1941—1943 годах, добровольцем вступил в ряды Красной Армии и находился в части, действовавшей на Брянском и Калининском фронтах. В 1944 году вступил в ВКП(б). С 1943 года — заместитель редактора журнала «Советская книга». В 1946—1949 годах работал в аппарате ЦК ВКП(б).
С 1945 года — вновь один из редакторов и составителей многотомных серий «Литературное наследство» и «Библиотека поэта». Самой крупной послевоенной работой Сергиевского стало издание под его редакцией, с его статьей и комментариями юбилейного трехтомника «Избранных сочинений» Пушкина (Детгиз, 1949). Член СП СССР.
Сотрудник Института мировой литературы им. М. Горького, с 1950 года учёный секретарь Отделения языка и литературы АН СССР. Был ответственным секретарем «Известий ОЛЯ АН СССР».
Похоронен на Введенском кладбище (3 уч.).
Жена — Мария Яковлевна Сергиевская (1906—17 января 1961), редактор.

## Литературная деятельность
Впервые выступил в печати в 1925 году студентом со статьёй о А. С. Пушкине, которому в целом посвятил около 30 работ, планируя, но не создав обобщающую монографию и ограничившись в итоге очерком жизни и творчества (1950). Занимался также изучением творчества М. Ю. Лермонтова, И. С. Тургенева, В. Г. Белинского, А. П. Чехова, М. Горького.
Оппонировал вульгарному социологизму в интерпретации русской классики, боролся против «игнорирования принципов марксистско-ленинской методологии» Фриче и Переверзевым (в статье 1935 г. «Социологисты и проблема построения истории русской литературы»).
В 1946 году после постановления ЦК ВКП(б) «О журналах „Звезда“ и „Ленинград“» выступил с разгромными статьями об Анне Ахматовой, завершив одну из них следующим пассажем: «Настоящее — пусто, будущее не сулит ничего. Этим Ахматова начала, этим она кончает. Её индивидуалистическая ущербная поэзия не может принести ничего, кроме вреда. Эти произведения „могут только посеять уныние, упадок духа, пессимизм, стремление уйти от насущных вопросов общественной жизни, отойти от широкой дороги общественной жизни и деятельности в узенький мирок личных переживаний“ (А. Жданов). Мириться с тем, чтобы „преданья всех мертвых поколений тяготели кошмаром над умами живых“ — значит идейно разоружать советский народ в его борьбе и труде. Этого мы не можем допустить».
Умер, не успев закончить свою работу о Гоголе. После его смерти книгу отредактировал Ю. В. Манн; он же написал главы «Ревизор», «Шинель» и часть главы о «Мертвых душах».

## Основные работы
- Гёте в русской критике // Литературное наследство. — Т. 4—6. — М., 1932.
- О некоторых вопросах изучения Пушкина // Литературное наследство. — Т. 16—18. — М., 1934.
- Статьи о Горьком (книга А. В. Луначарского) // Литературное обозрение. — 1938. — № 13-14.
- Безидейная поэзия Ахматовой // Культура и жизнь.- 1946. — 30 августа.
- Об антинародной поэзии А. Ахматовой // Звезда. — 1946. — № 9. — С. 192—194.
- Борьба за наследие Белинского // Литературное наследство. — Т. 55.
- А. С. Пушкин. — М.: Гослитиздат, 1950.
- Н. В. Гоголь: Жизнь и творчество. Для старшего возраста. — М.: Детгиз, 1956.
- Избранные работы: статьи о русской литературе. М.: Гос. изд-во худож. лит-ры, 1961. — 341 с.